# 모리타니의 코로나19 범유행

다음은 모리타니의 코로나19 범유행에 대한 글이다.

## 연혁
3월 13일, 모리타니의 첫 확진자가 발생하였다. 이 확진자는 모리타니의 수도인 누악쇼트에서 아직 공개되지 않은 외국에서 온 사람이다. 양성 판정을 받은 후, 프랑스로 가는 항공편이 취소되었다.
3월 18일, 모리타니 보건부 장관은 두 번째 코로나바이러스 양성 환자를 찾았다고 발표했다. 확진자는 양성 판정을 받기 10일 전에 들어온 외국인 여직원이다.
3월 26일, 에어 프랑스로 프랑스에서 3월 15일 모리타니에 도착한 74세 남성이 세 번째 코로나바이러스 확진자로 발표되었다.
3월 30일, 모리타니의 첫 사망자가 나왔다.

## 같이 보기
- 아프리카의 코로나19 범유행
- 나라별 코로나19 범유행